# Santa Fe Springs (Kalifornija)
Santa Fe Springs je grad u američkoj saveznoj državi Kalifornija. Prema popisu stanovništva iz 2010. u njemu je živjelo 16.223 stanovnika.